# Меандри на Бяла река
Меандри на Бяла река е защитена местност в България. Намира се в община Ивайловград, област Хасково.
Защитената местност е с площ 1531,98 ха. Обявена е на 11.07.2001 г. с цел опазване местообитанията и популациите на защитени и застрашени от изчезване видове животни и растения в т. ч.:
- източен чинар,
- сераделовидно клеоме (Cleome ornithopodioides),
- петоъгълна орница,
- родопски щипок,
- каспийска блатна костенурка,
- жълтокоремник,
- шипоопашата и шипобедрена костенурка,
- змия червейница,
- змиеок гущер,
- черен щъркел,
- египетски лешояд,
- скален орел,
- видра,
- няколко вида прилепи.

В защитената местност:
1. Забранява се всякакъв вид ново строителство;
2. Забранява се добивът на полезни изкопаеми по открит способ;
3. Забранява се извеждането на голи сечи в горските насаждения;
4. Забранява се извеждането на сечи в горските насаждения в периода от 1 януари до 31 юли включително;
5. Забранява се алпинизмът и делтапланеризмът.